# Linhas de Zahn
Linhas de Zahn (LZ) ou estrias de Zahn (EZ) são uma característica de trombos mistos que aparecem quando estes são formados no coração ou grandes vasos sanguíneos, como a artéria aorta, por exemplo. Elas possuem laminações visíveis e microscópicas produzidas pelas camadas alternadas de plaquetas misturadas com fibrina (pálidas) e de hemácias (escuras); o aspecto misto explica-se pela estratificação dos elementos do sangue na corrente circulatória: com o retardamento da corrente as plaquetas e os leucócitos ficam mais na periferia, e as hemácias permanecem mais centrais, ficando o trombo resultante com aspecto de 'lagarta de borboleta' com uma cabeça branca (ninho inicial de plaquetas e fibrina) ligada à parede vascular, um corpo misto (camadas mistas de hemácias e elementos não cromados), e uma cauda vermelha formada pela oclusão total do vaso sanguíneo. Em veias ou artérias menores, onde o fluxo não é constante, as linhas de Zahn são menos aparentes.
Recebem o nome em homenagem ao patologista alemão Friedrich Wilhelm Zahn (1845-1904).